# Àrea estadística tribal d'Oklahoma

Mapa de les àrees estadístiques tribals d'Oklahoma

Una àrea estadística tribal d'Oklahoma (en anglès, OTSA) és una entitat estadística identificada i delimitada per tribus ameríndies reconegudes federalment a Oklahoma que antigament havien gaudit d'una reserva a l'Estat però que actualment no en tenen (n'és una excepció el manteniment dels drets minaires a llur reserva per la nació osage.). Sovint una OTSA serà la de l'antiga reserva índia a Oklahoma. En general, se les coneix com a Àrees Tribals Jurisdiccionals.

## Àrees estadístiques tribals
| - Caddo-Wichita-Delaware OTSA - Cherokee OTSA - Cheyenne-Arapaho OTSA - Chickasaw OTSA - Choctaw OTSA - Citizen Potawatomi Nation-Absentee Shawnee OTSA - Creek OTSA - Eastern Shawnee OTSA - Iowa OTSA - Kaw OTSA - Kickapoo OTSA - Kiowa-Comanche-Apache-Fort Sill Apache OTSA - Miami OTSA | - Modoc OTSA - Otoe-Missouria OTSA - Ottawa OTSA - Pawnee OTSA - Peoria OTSA - Ponca OTSA - Quapaw OTSA - Sac and Fox OTSA - Seminole OTSA - Seneca-Cayuga OTSA - Tonkawa OTSA - Wyandotte OTSA |

## Àrees d'ús conjunt
- Creek-Seminole JUA OTSA
- Kaw-Ponca JUA OTSA
- Kiowa-Comanche-Apache-Ft. Sill Apache-Caddo-Wichita-Delaware JUA OTSA
- Miami-Peoria JUA OTSA